# Enrico Spinelli
Enrico Spinelli (Montale, 28 agosto 1898 – ...) è stato un politico italiano.

## Biografia
Nato a Montale nel 1898, combatté nella prima guerra mondiale come ufficiale d'artiglieria. Si iscrisse alla facoltà di chimica e, giovanissimo, si iscrisse al Partito Nazionale Fascista e fu l'organizzatore principale e leader dello squadrismo a Pistoia. Nel 1924 venne eletto deputato con 10 947 voti alla Camera del Regno d'Italia nella XXVII legislatura.